# Салют, Израиль!
Салют, Израиль! — ежегодный праздничный парад в Нью-Йорке в поддержку Государства Израиль. В 2011 году выразить свою солидарность с еврейским народом, в поддержку мира, единства и благополучия страны Израиля, на улицы Нью-Йорка вышло 500 тысяч человек.
Проходит весной и совпадает с Днем Независимости Израиля.
Участники парада устраивают красочное шествие, представления различных общин еврейского народа и выступление общественных и политических деятелей.
1 июня 2008 года состоялся юбилейный парад в честь 60-летия Государства Израиль.
С 11 утра марш проходил по 5 авеню между 57 и 79 улицами. На параде были выступления таких звезд как Ленни Казан, Мариса Джанет Винокур, Мири Бен-Ари и других.
В 2011 году парад стартовал в 11 утра по местному времени в р-не 53 стрит и 5 авеню в центре Нью-Йорка и проходил по 5 авеню, протяженностью от 53 до 72 стрит. Марш за Израиль объединил людей самых разных национальностей, конфессий и слоев населения. Единая колонна представляла евреев, приехавших из России и других стран СНГ. Во главе колонны шли известные общественные деятели — Дина Лидер, Алек Брук-Красный, Михаил Немировский. Участие приняли крупнейшие американские организации евреев из России и других стран — Американский форум русскоязычного еврейства, Ezra USA, общины бухарских и горских евреев, отдельные колонны у бруклинских общинных центров — JCH (Бенсонхерст), Kings Bay Y и других.

Мы хотим выразить огромную сердечную признательность и все свои чувства поддержки нашему Государству Израиль, с которым мы чувствуем неразрывную связь.
Сегодня все мы здесь именно для того, чтобы заявить, что все наши мысли и чувства отданы этому государству, которое мы считаем своим. Парад — это демонстрация нашей солидарности.
Борис Лерман, глава Ассоциации жертв Холокоста.

Ярко и красочно всегда выступает на параде община бухарских евреев. Поддержку выступлению оказали известные общественные деятели — глава Конгресса бухарских евреев США и Канады Борис Кандов, главный редактор газеты The Bukharian Times Рафаэль Некталов и президент женской организации «Эстер ха-малка» Зоя Максумова. Вместе с общественными деятелями в параде принял участие раввин Шломо Ниязов.
Свою колонну бухарские евреи формируют на параде с 2008 года, с 60-летнего юбилея Израиля. На митинге выступали и политические и государственные деятели — Майкл Блумберг, конгрессмен Джеральд Недлер, спикер Ассамблеи штата Нью-Йорк Кристин Квин и губернатор штата Эндрю Куомо.
Свою поддержку оказали и деятели культуры — выступили известный певец Яков Явно и другие.